# Popillia congrex
Popillia congrex är en skalbaggsart som beskrevs av Eugène Benderitter 1922. 
Popillia congrex ingår i släktet Popillia och familjen Rutelidae. Inga underarter finns listade i Catalogue of Life.